# Chemin des Révoires
Il Chemin des Révoires è una collina del Principato di Monaco e rappresenta il punto più elevato del Principato con un'altitudine di 162 metri s.l.m.. Essa si trova nel quartiere di Les Révoires, al confine con la Francia.